# Virçac
Virçac (en francès Virsac) és un municipi francès situat al departament de la Gironda i a la regió de la Nova Aquitània.

## Demografia
| 1962                                       | 1968 | 1975 | 1982 | 1990 | 1999 | 2007 |
| ------------------------------------------ | ---- | ---- | ---- | ---- | ---- | ---- |
| 327                                        | 341  | 407  | 593  | 926  | 901  | 966  |
| Des de 1962: població sense dobles comptes |      |      |      |      |      |      |

## Administració
| Període   | Identitat            | Partit |
| --------- | -------------------- | ------ |
| 1932-1971 | Roch Henri Étié      |        |
| 1971-1977 | Gatien Jean Bernatet |        |
| 1977-2007 | Jean-Jacques Fortin  |        |
| 2007-     | Christiane Bourseau  |        |